# Licinio Refice
Licinio Refice (12 de febrer de 1883, Patrica, província de Frosinone, Laci - 11 de setembre de 1954, Rio de Janeiro) va ser un compositor, director de cors i sacerdot italià.
Al costat de monsenyor Lorenzo Perosi, va representar una nova direcció en la música litúrgica del segle xx. La seva primera òpera va ser Cecilia, sobre la llegenda de Santa Cecília, causant sensació en la seva estrena a Roma el 1934 amb la "divina" Claudia Muzio. Va seguir Margherita da Cortona el 1938, deixant inconclusa la tercera Il Mago (1954).
Refice va morir durant una representació de Cecilia a Rio de Janeiro amb Renata Tebaldi. La versió d'aquesta òpera en concert des del Lincoln Center i interpretada per Renata Scotto ha estat editada el 1993.
Com a professor tingué molts alumnes, entre ells el que seria un bon director d'orquestra el seus compatriotes Bernardino Rizzi i, Carlo Zecchi.

## Catàleg selecte

### Òperes
- Cecilia (1934)
- Margherita da Cortona (1938)
- Il Mago (1954 - Incompleta)

### Misses
- Cantate Domino Canticum novum (1910)
- Gratia Plena (1914)
- Choralis (1916)
- Jubilaei (1925)
- Regina Martyrum (1925)
- Requiem (1931)
- Sancti Eduardi Regis (1933)
- Sanctae Teresiae (1938)
- Sanctae Luciae (1947)
- Pro Defunctis Patriae profuso sanguine testibus (1948)
- In honorem beatae Mariae de Mattias (1950)
- Sancti Ignatii a Laconi (1951)

### Obres sacres
- Chananaea (1914)
- Maria Maddalena (1916)
- Martyrium Agnetis Virginis (1917)
- Dantis Pöetae transitus (1921)
- Trittico francescano (1926)
- La Samaritana (1933)
- L'Oracolo (1946)
- Lilium Crucis (1952)

- Stabat Mater (1916)
- Pomposia (1950)
- Mottetti, varie raccolte
- Miserere
- Magnificat in Fa
- Lauda Jerusalem
- Liriche sacre e profane
- Salmi vari